# Acadèmia Lituana de Música i Teatre
L'Acadèmia Lituana de Música i Teatre es troba la seu principal a l'avinguda Gediminas a Vílnius, capital de Lituània, és una escola a nivell universitari que capacita els estudiants en les arts de música, teatre i multimèdia.

## Història
El compositor Juozas Naujalis va fundar una escola de música l'any 1919 a Kaunas. Aquesta escola va ser reorganitzada al «Conservatori de Kaunas» el 1933. El 1949 el Conservatori de Kaunas i el «Conservatori de Vílnius» fundat el 1945, es van fusionar a l'anomenat «Conservatori Estatal de Lituània». El Conservatori Estatal va rebre el nom d'«Acadèmia de Música de Lituània (LMA)» el 1992, i finalment el 2004 va esdevenir l'Acadèmia Lituana de Música i Teatre (LMTA).
L'Acadèmia s'esforça per: «desenvolupar la cooperació internacional i la integració en la comunitat acadèmica europea i mundial, per recolzar i facilitar l'intercanvi d'estudiants i professors, i per garantir alts graus de qualitat a l'educació superior en les arts.»